# Cascall marí

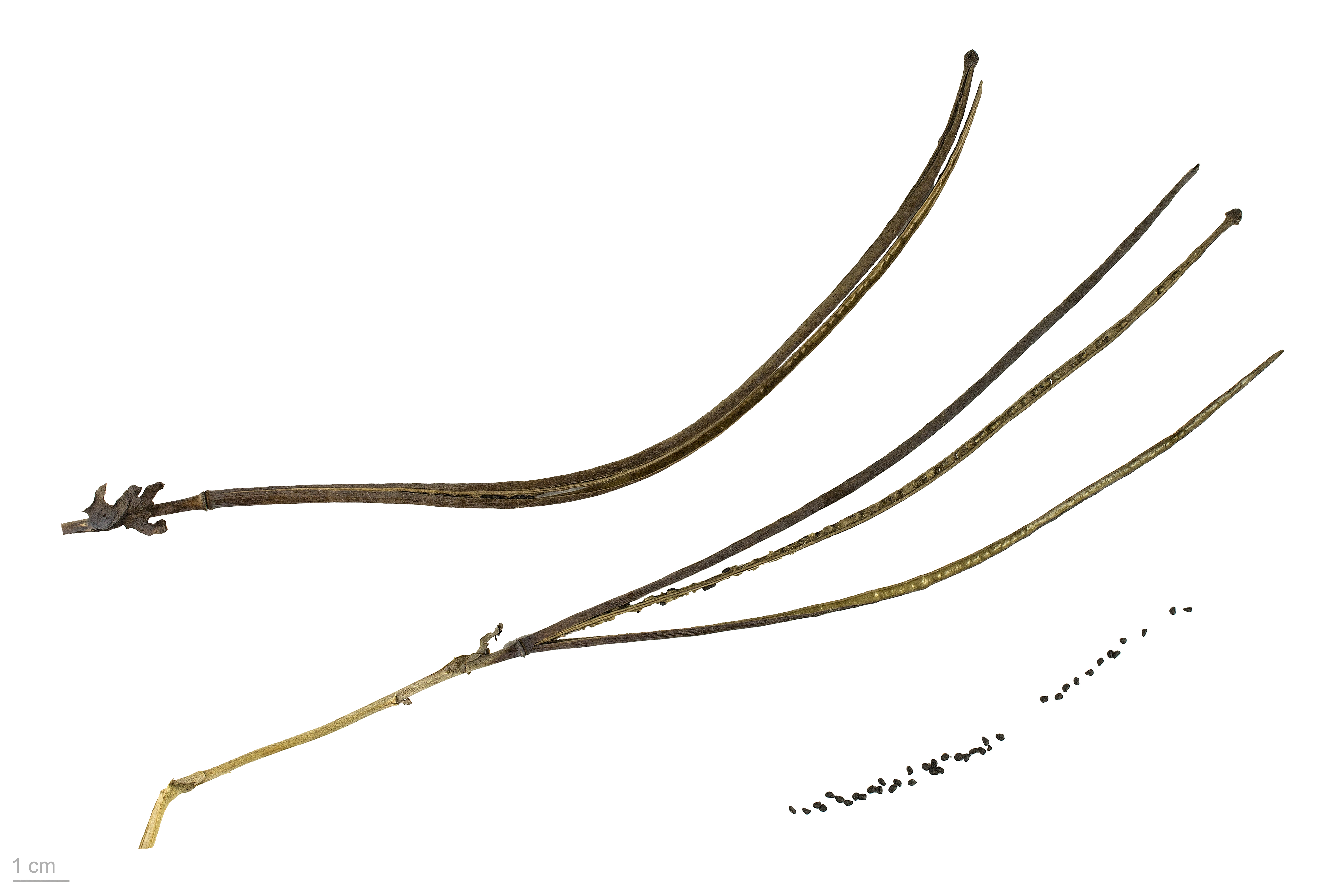
Glaucium flavum

El cascall marí, rosella marina, trepó marí, cascall banyut, carxofera de prat o ciuró bord (Glaucium flavum) és una planta papaveràcia biennal que es troba a platges, dunes i zones arenoses del Rosselló, les illes Balears, el País Valencià i les comarques costaneres de Catalunya. Les seves flors són de color groc, i es poden veure d'abril a setembre. El seu ús és medicinal (en infusió es considera un antitossiu).

## Etimologia
El nom en llatí flavum vol dir "groc", i es refereix al color de les seves flors.

## Descripció
Té unes fulles de color verd glauc amb molts lòbuls i amb una consistència una mica carnosa. Quan està florida és molt fàcil de reconèixer perquè fa unes grans flors grogues de quatre pètals, amb molts estams amb les anteres grogues. El fruit és una càpsula amb forma de banya, però molt allargada, de fins a trenta centímetres.

## Hàbitat
Solen viure en sòls arenosos, generalment a llocs alterats de les platges. Són plantes lleugerament nitròfil·les, a les quals els sòls amb nitrits no les molesta. Formen part del grup de plantes primeres a colonitzar dunes i roques costaneres, en sòls enriquits pels dipòsits de les marees més intenses. No soporta l'ombra ni els sòls massa humits. Prefereix sòls àcids, amb un pH que pot anar de 4,5 a 7,5, i de moderadament pobres a lleugerament rics. Estima la calor i necessita hiverns suaus per sobreviure. Planta costanera, suporta bé la humitat ambiental.

## Distribució
És present al sud i oest d'Europa, nord-oest d'Àfrica i sud-oest d'Àsia. Als Països Catalans es troba a la Catalunya Nord, Girona, Barcelona, Tarragona, Castelló, València, Alacant i les illes de Cabrera, Eivissa, Formentera, Mallorca i Menorca.

## Ús
De les seves llavors es pot obtenir oli comestible però tradicionalment el cascall marí s'ha usat com a planta medicinal. Així, el seu làtex, de color groc, s'empra com a cataplasma contra les berrugues. El làtex és però tòxic quan s'empassa. En canvi, les infusions de les fulles de la planta s'empren contra la tos. Sembla que el component actiu seria un alcaloide anomenat glaucina, similar a la codeïna. L'aigua de bullir les arrels s'ha emprat popularment contra el dolor de ciàtica i alguns problemes de fetge.